# Reuss-Obergreiz

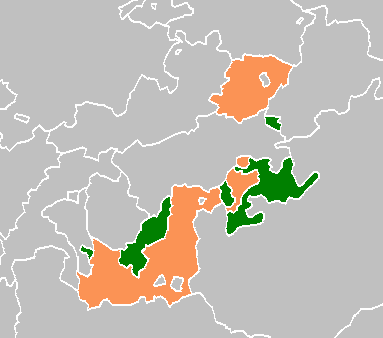
De vorstendommen van de jongere linie in 1820 (oranje) - de interne grenzen zijn niet aangegeven; groen de oudere linie

Reuss-Obergreiz was tweemaal de naam van een staatje in Thüringen. Van 1564 tot 1616 bestond het als heerlijkheid onder bestuur van Reuss middelste linie, een tak van het Huis Reuss.Van 1625 tot 1768 bestond de staat opnieuw, nu als graafschap onder bestuur van Reuss oudere linie, eveneens een tak van het Huis Reuss. In 1768 werden Untergreiz en Obergreiz verenigd tot Reuss oudere linie.

## Geschiedenis

### Obergreiz onder de middelste linie Reuss (1564-1616)
In 1564 deelden de Reussen hun territorium op in Untergreiz, Reuss-Obergreiz en Reuss-Gera, die respectievelijk toekwamen aan Hendrik XV (1506-1572), stamvader van Reuss oudere linie, aan Hendrik XVI (1525-1578), stamvader van Reuss middelste linie en Hendrik XVII (1530-1572), stamvader van Reuss jongere linie. Als residentie deelde Hendrik XVI het Obere Schloß van Greiz met zijn broer Hendrik XV van Untergreiz.
Toen Hendrik XVI in 1578 stierf, liet hij Obergreiz na aan zijn twee nog minderjarige zoons, Hendrik XVIII en Hendrik XIX. De voogdij kwam in handen van hun drie neven van Untergreiz, Hendrik II, Hendrik III en Hendrik V, die sinds de dood van hun vader Hendrik XV in 1572 gezamenlijk regeerden. Ze bewoonden alle vijf het Obere Schloß te Greiz.
Na jarenlang geruzie werd in 1598 het tot dat moment gezamenlijk bestuurde gebied rond Schleiz over de drie takken verdeeld. Reuss middelste linie verkreeg de stad Schleiz. Dit leidde bij die linie prompt tot een splitsing, zij het nu alleen van inkomsten. Hendrik XVIII mocht de inkomsten uit Obergreiz benutten en Hendrik XIX die uit Schleiz. In 1607 stierf Hendrik XVIII kinderloos, de inkomsten uit Obergreiz kwamen aan zijn broer. Toen die in 1616 ook kinderloos overleed, stierf Reuss middelste linie uit. De territoriale erfenis werd verdeeld: Schleiz, met de 'pflege' Reichenfels viel voortaan onder Gera (Reuss jongere linie) en Obergreiz kwam in handen Untergreiz (Reuss oudere linie), samen met de dorpjes Brückla, Hain, Kauern, Lunzig en Mehla, afkomstig uit de 'pflege' Reichenfels.

### Obergreiz onder de oudere linie Reuss (1625-1768)

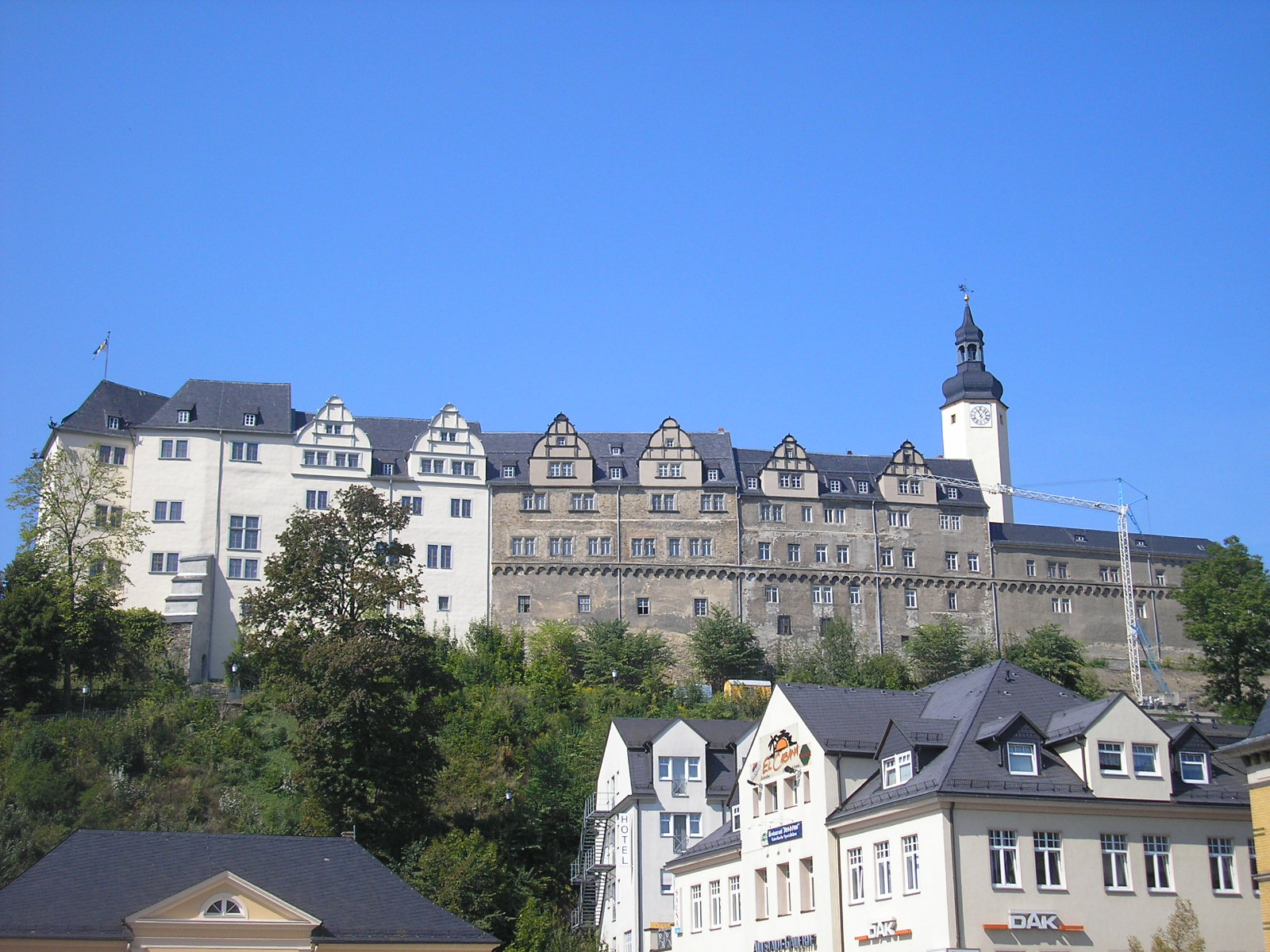
Het Obere Schloß van Greiz

Op het moment dat de middelste linie uitstierf, werd Untergreiz gezamenlijk bestuurd door de (toen nog minderjarige) broers Hendrik IV (1597-1629) en Hendrik V (1602-1667). Zij besloten in 1625 tot een splitsing van hun gebied. Hendrik IV kreeg Obergreiz en bleef in het Obere Schloß wonen. Hendrik V werd heer van Untergreiz en koos als residentie het Untere Schloß.
De Dertigjarige Oorlog bracht veel verwoesting en plundering door rondtrekkende troepen. Met name brandschattingen in 1627 door Wallenstein en in 1632 door Willem van Weimar met zijn 15.000 huursoldaten eisten veel slachtoffers.
Hendrik IV stierf in 1629 en liet een minderjarige zoon na, Hendrik I, die tot 1647 onder regentschap stond van zijn moeder en zijn oom Hendrik V van Untergreiz. Nadat de tak Reuss-Burgk in 1640 was uitgestorven, werd die heerlijkheid in 1643 verdeeld tussen Obergreiz en Untergreiz. Obergreiz verkreeg de dorpjes Friesau, Röppisch en Zoppothen.
Op 26 april 1673 werd Hendrik I, net als de andere heren uit het Huis Reuss tot rijksgraaf verheven. Hij werd in 1681 opgevolgd door zijn drie zoons, Hendrik VI en diens beide halfbroers Hendrik XV en Hendrik XVI. De moeder van de twee laatstgenoemden eiste voor haar kinderen een eigen staat. Zij weigerde dan ook het verdrag te ondertekenen waarmee in 1690 de primogenituur werd ingevoerd. In 1694 moest Hendrik VI met een splitsing instemmen, zijn halfbroer Hendrik XVI verkreeg Reuss-Dölau. Een verdere splitsing was niet meer nodig, de andere halfbroer was in 1690 gestorven.
Het nu veel kleiner geworden Obergreiz bestond uit de helft van de stad Greiz en verder de dorpjes Arnsgrün, Brückla, Büna, Caselwitz, Dobia, Friesau, Fröbersgrün, Gablau, Kauern, Mehla, Röppisch, Sachswitz, Zoppothen en de helft van Bernsgrün. In 1698 viel, met de dood van Hendrik XVI, Dölau weer terug aan Obergreiz. Hierbij ging het om slot en stad Dölau en verder de dorpjes Görschnitz, Grochlitz, Hain, Hohndorf, Klein-Reinsdorf, Kurtschau, Lunzig, Möschwitz, Naitschau, Pöllwitz, Schönbach, Settendorf, Sorge, Wellsdorf, Wolfshain en Zoghaus.
Hendrik VI had ondertussen een militaire carrière gemaakt buiten de landsgrenzen. In 1676 nam hij in dienst van Oranje deel aan het beleg van Maastricht. Vanaf 1683 streed hij aan Oostenrijkse zijde tegen de Turken, waar hij in 1697 bij de slag bij Zenta sneuvelde.
Na zijn dood kwam de dynastieke continuïteit in gevaar. Zijn oudste zoon Hendrik I stierf toen hij 17 jaar was. Diens broer Hendrik II overleed in 1722, 26 jaar oud. Diens oudste zoon, Hendrik IX stierf in 1723 als vijfjarige, zijn broer en troonopvolger Hendrik XI was op dat moment net een jaar. Hij stond tot 1743 onder regentschap, maar regeerde daarna zelfstandig tot zijn dood in 1800.
In 1768 stierf de tak Reuss-Untergreiz uit. Het gebied viel toe aan Obergreiz. Omdat nu alle gebieden van Reuss oudere linie waren verenigd ging het land vanaf dat moment officieel als naam Reuss oudere linie voeren.

## Heersers

### heren uit Reuss middelste linie
- 1564-1578: Hendrik XVI (1525-1578; regeerde over Obergreiz, zoon van Hendrik XIV)
- 1578-1607: Hendrik XVIII (1561-1607; regeerde 1597-1608 over Obergreiz, zoon van Hendrik XVI)
- 1578-1616: Hendrik XIX (1563-1616; regeerde 1597-1616 over Schleiz en 1608-1616 tevens over Obergreiz, zoon van Hendrik XVI)

### Reuss oudere linie

#### heren uit Reuss oudere linie
- 1625-1629: Hendrik IV (1597-1629), zoon van Hendrik V van Reuss-Untergreiz
- 1629-1673: Hendrik I (1627-1681, zoon van Hendrik IV)
  - regentschap door:
    - 1629-1637 Juliane Elisabeth zu Salm (1602-1653)
    - 1629-1647 Hendrik V van Reuss-Untergreiz (1602-1667)

#### graven uit Reuss oudere linie
- 1673-1681: Hendrik I (1627-1681), sinds 1629 heer van Reuss-Obergreiz
- 1681-1697: Hendrik VI (1649-1697, zoon van Hendrik I), nominaal met:
  - 1681-1690: Hendrik XV (1676-1697, zoon van Hendrik I)
  - 1681-1694: Hendrik XVI (1678-1698, zoon van Hendrik I), vanaf 1694 graaf van Reuss-Dölau,
- 1697-1722: Hendrik II (1696-1722, zoon van Hendrik VI), nominaal met:
  - 1697-1714: Hendrik I (1693-1714, zoon van Hendrik VI)
  - Regentschap door:
    - 1697-1714: Hendrik III van Reuss-Untergreiz (1672-1733) en
    - 1703-1714: Hendrik XXIV van Reuss-Köstritz (1681-1748)
- 1722-1768: Hendrik XI (1722-1800, zoon van Hendrik II, vanaf 1768 heer over Reuss oudere linie), nominaal met:
  - 1722-1723: Hendrik IX (1718-1723, zoon van Hendrik II)
  - Regentschap door:
    - 1723-1743: Hendrik XXIV van Reuss-Köstritz (1681-1748)
    - 1723-1743: Henckell von Donnersmarck auf Pölzig

Zie Huis Reuss voor een uitleg over de nummering van de vorsten.